# Forbes (revista)
|  | Forbes redirigeix aquí. Per a altres significats, vegeu Forbes (desambiguació). |

Forbes és una revista publicada als Estats Units, especialitzada en el món dels negocis i les finances. Fundada el 1917 per B. C. Forbes. Cada any publica llistes que desperten gran interès en el mitjà dels negocis com Forbes 400, Forbes 500 i Fortune 500. La seva seu central es troba a la Cinquena Avinguda de Nova York. Anualment, des de 1986, la revista Forbes publica la seva llista de les persones més acabalades del món (The World's Richest People). És de notar que en la llista 3 homes provenen de països no desenvolupats com Mèxic, Índia i l'Aràbia Saudita. La revista ha publicat altres llistes relacionades, com la de personatges de ficció milionaris, llistats de companyies segons beneficis, rics per país o per sector econòmic, entre d'altres. El 7 de març de 2013 es va llençar al mercat el primer número de la revista a Espanya.